# جون هاكوورث
جون هاكوورث (بالإنجليزية: John Hackworth)‏ (5 فبراير 1970 بديوندن في الولايات المتحدة - ) هو مدرب كرة قدم ولاعب كرة قدم أمريكي في مركز الدفاع. لعب مع North Carolina Fusion U23 ‏.

## وصلات خارجية
- جون هاكوورث على موقع قاعدة بيانات كرة القدم.إي يو (الإنجليزية)
- جون هاكوورث على موقع Soccerway.com (الإنجليزية)
- جون هاكوورث على موقع عالم كرة القدم.نت (الإنجليزية)